# Poder Ciudadano (Colombia)
Poder Ciudadano fue un movimiento político colombiano, creado al interior del Partido Liberal. Fundado en octubre de 2005 por la entonces senadora Piedad Córdoba, como reacción a la elección del expresidente César Gaviria en la Dirección Nacional del Partido. Representaba la facción más a la izquierda de este partido político, y tiene respaldo entre los sectores sindicales, universitarios y académicos del país. Para el año 2021 el movimiento se unió a la coalición política conocida como Pacto Histórico.
En el año 2014, Poder Ciudadano lanzó listas a las elecciones legislativas de ese año para la circunscripción especial de afrocolombianos, entre cuyos candidatos se destacó el cantante Harold Angulo Vence, conocido como Junior Jein. Sin embargo, la lista solo obtuvo 13.058 votos a nivel nacional, insuficiente para lograr una curul.

## Elecciones de 2018
Para las elecciones del 2018, Córdoba presentó su candidatura presidencial por firmas logrando conseguir al final 1.500.000 firmas. Quedando cuarta dentro de los 8 precandidatos que buscaron el aval de la gente por firmas, y a los cuales les avalaron las firmas. Tiempo después, Córdoba anunció como fórmula vicepresidencial al exmagistrado de la Corte Constitucional de Colombia y excandidato presidencial en 2010, Jaime Araújo Rentería. Al mismo tiempo, bajo el nombre Corporación Poder Ciudadano, al igual que en 2014, se presentaron listas para la cámara de representantes por la circunscripción de negritudes, obteniendo 6.597 votos. Pero al igual que en la elección pasada, no obtuvo curules.